# Typopsilopa nigritella
Typopsilopa nigritella är en tvåvingeart som beskrevs av Canzoneri och Giuseppe Giovanni Antonio Meneghini 1969. Typopsilopa nigritella ingår i släktet Typopsilopa och familjen vattenflugor. Inga underarter finns listade i Catalogue of Life.